# Lejeunea talamancensis
Lejeunea talamancensis là một loài Rêu trong họ Lejeuneaceae. Loài này được Reiner, Maria Elena & Schaf.-Verw. mô tả khoa học đầu tiên năm 2008.